# Sztágira

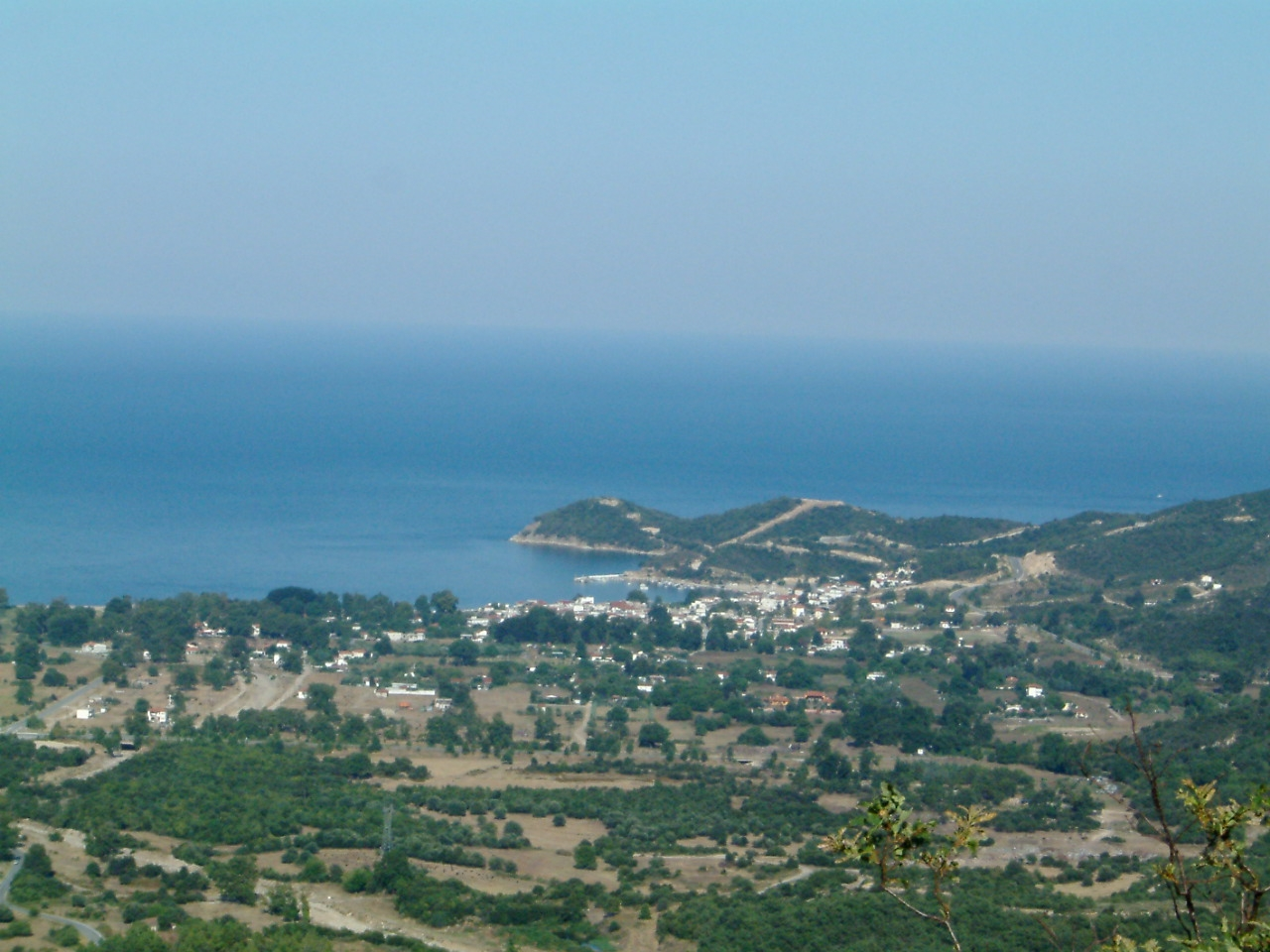
Sztagira és környéke madártávlatból

Sztágira (Στάγειρα) (Halkidikí, Közép-Makedónia régió) fennsíkon fekvő görög falu a Halkidikí-félszigeten. Az Argirolofosz-domb lábánál fekszik és főképp Arisztotelész görög filozófus szülőhelyeként nevezetes, ahol a nagy filozófusnak szobra is áll. Arisztotelész a mai falutól néhány kilométerre északra fekvő Sztágeira városában született (nem messze a mai Olympiadatól). Az egykori város területén ma régészeti feltárások is folynak.
A falu lélekszáma kb. 5-900 fő, közigazgatásilag egybe tartozik Sztratonikivel, így összesen kb. 1500 fő él itt.

## Történelme

### Sztágeira
Az antik várost i. e. 655-ben androsz-szigeti ión telepesek alapították. Egy másik, valószínűleg későbbi bevándorlási hullám jöhetett az euboiai Khalkiszból is.
i. e. 480-ban Xerxész perzsa király elfoglalta.
Nem sokkal ezután csatlakozott az Athén vezette Déloszi Szövetséghez, de i. e. 424-ben a peloponnészoszi háború során elszakadt. Emiatt Kleón athéni demagóg megostromolta, de nem sikerült bevennie.
i. e. 349-ben II. Philipposz makedón király sikeresen megostromolta, és lerombolta a várost. Azonban - Diogenész Laertiosz szerint - fiának, III. Alexandrosznak (Nagy Sándor) nevelése fejében fizetségül nemcsak újjáépíttette Arisztotelész számára, hanem megerősítette és kibővíttette, és rabszolgasorba hajtott lakosait is felszabadította és visszatelepítette. Ekkor épült teljesen vagy részben (későbbi bővítésekkel) például két Démétér-szentély és egy templom.
Arisztipposz szerint Arisztotelész új alkotmányt vagy törvényeket adott a városnak. Az újjáépítésben való szerepe miatt a polgárok, halála után, héroszként tisztelték Arisztotelészt, emlékére rendszeresen ünnepet is tartottak (Aristoteleia).

### Középkor
A bizánci időkben Siderokafsia („vasolvasztó kohó”) néven volt ismert. Valóban még ma is látható sok kohó romja a környéken, egy út mentén.
A török időkben, a 16. században szultáni pénzverde  volt itt. A központi bazilika 1814-ben épült.

## Látnivalók
- Arisztotelész-szobor
- Központi bazilika

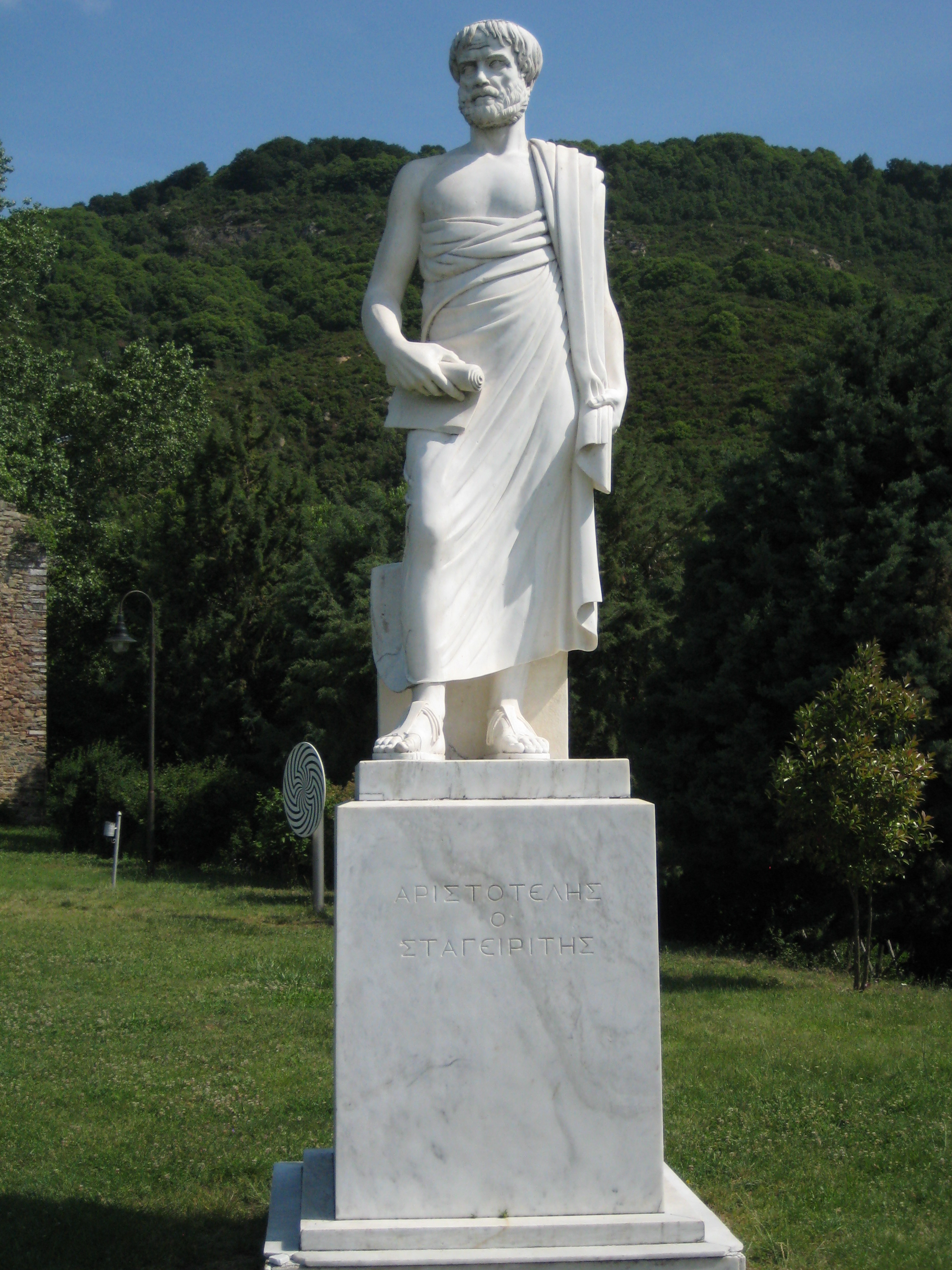
Arisztotelész szobra Sztagirában

- A török időkből maradt hotel, kastély, és nyilvános fürdők romjai
- Természeti környezet, a fennsík, a gazdag erdős-gyepes vegetációval, és a környéken található forrásokkal[6]
- április 23-án rendszeres Szent György-napi helyi ünnepség a hegytetőn álló templomban